# 西利梅拉
西利梅拉是巴西米纳斯吉拉斯州的一个市镇。总面积1317.515平方公里，总人口6492人，人口密度4.9人/平方公里。